# 米切尔·魏泽
米切尔-埃利亚·魏泽尔（德語：Mitchell-Elijah Weiser，1994年4月21日—）是一位德国足球运动员，可以胜任前锋、中场或者后卫等多个位置。現效力於德甲球隊雲達不來梅。

## 早年生涯
魏泽尔作为足球运动员帕特里克·魏泽尔的儿子于1994年出生在北莱茵-威斯特法伦州的特罗斯多夫。他的童年生涯主要在莱茵兰度过。随后由于其父亲为沃尔夫斯堡效力的缘故，他又在布伦瑞克居住了6年。当帕特里克·魏泽尔于2005年转会至科隆时，他们举家又迁回了莱茵兰。

## 俱乐部生涯
魏泽尔在他6岁时便加盟了布伦瑞克市内的一家足球俱乐部费尔滕霍夫（TVE Veltenhof），并在11岁时跟随父亲转会至科隆。在2010-11赛季，他以11球23次助攻的骄人战绩帮助科隆17岁以下青年队夺得了该组别的德国冠军。
此后魏泽尔主要为俱乐部19岁以下的组别效力，他在成年组的首次亮相是2012年2月8日，在科隆二队主场以0比1不敌门兴格拉德巴赫二队的比赛中首发出场。2012年2月25日，魏泽尔在科隆以0比2不敌勒沃库森的德比战中完成了德甲首秀，他在第74分钟替换马托·亚亚洛出场，并就此成为科隆俱乐部历史上在德甲出场的最年轻球员。
魏泽尔在2012-13赛季加盟德甲豪门拜仁慕尼黑，并与之签订了一份直至2015年6月30日届满的职业合同。他在新东家的首秀是代表拜仁慕尼黑二队在2012年8月22日以1比0主场战胜纽伦堡二队的比赛。直至2012年10月31日，魏泽尔才迎来了首次为一线队效力的机会，在拜仁主场以4比0战胜凯泽斯劳滕的德国杯第二轮比赛中，他在第79分钟替换拉芬拿登场。
为了获得更多的出场机会，拜仁同意将魏泽尔租借至凯泽斯劳滕直至2013年6月30日。在那里他于客场1比0战胜慕尼黑1860的德乙第20轮比赛中完成首次亮相，首发出场并在第86分钟被弗洛里安·里德尔换下。2013年3月11日，他又在球队以1比1战平布伦瑞克的比赛中射入首球。

## 国家队生涯
2010年2月10日，魏泽尔代表德国16岁以下国家足球队参加了其个人首场国际比赛，并随球队在客场以6比0战胜塞浦路斯。2010年9月4日，他又入选了德国17岁以下国家足球队，并在以2比0战胜阿塞拜疆的首演中即射入1球。2011年，魏泽尔还随队参加了2011年U-17欧洲足球锦标赛，他们以小组第二的身份进入淘汰赛，并在半决赛中以2比0战胜丹麦。然而，他们最终在决赛中以2比5不敌荷兰而无缘冠军。魏泽尔以右后卫的身份入选了欧洲足联技术委员会评定的赛事最佳阵容 。
几个星期后，他又随德国U-17队参加了在墨西哥举行的2011年U17世界盃足球賽，并在主教练斯特芬·弗罗因德的带领下夺得季军。国际足联技术研究小组认为魏泽尔作为德国队阵中最优秀的球员之一，“是一位敏锐、爆发力强、拥有较佳传球能力及良好技术的球员”，在全部6场比赛中射入3球，帮助其球队取得了不错的名次 。
2012年2月29日，魏泽尔首次入选德国18岁以下国家足球队，在球队于奥斯纳布吕克以1比0战胜荷兰的比赛中于第80分钟替换马切尔·迪伦（Marcel Deelen）出场。

## 荣誉
- 德国超级杯冠军：2012年